# Pfälzer-Land-Radweg

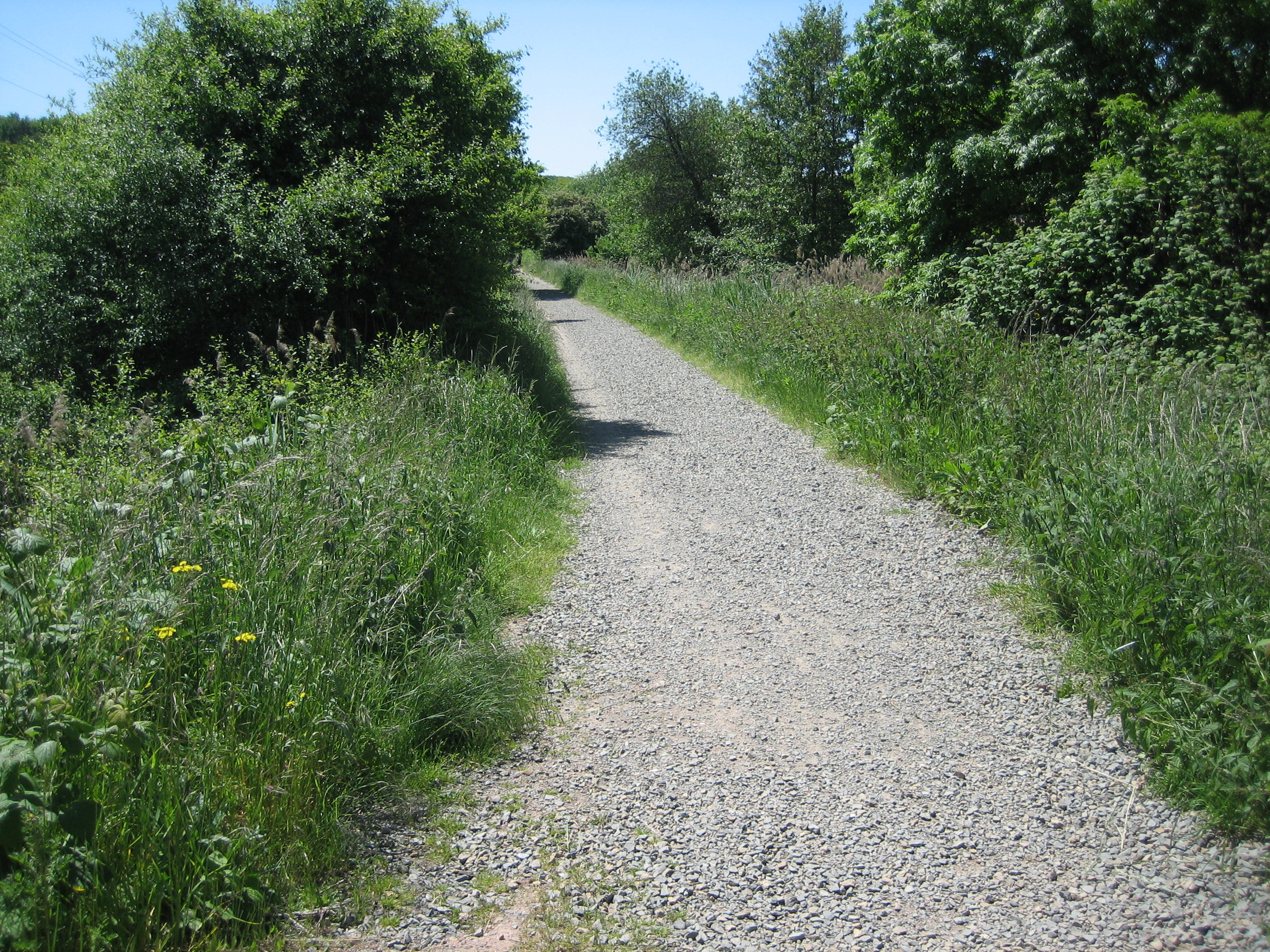
Pfälzer-Land-Radweg kurz vor Otterberg

Der Pfälzer-Land-Radweg ist ein insgesamt 43 Kilometer langer Radwanderweg innerhalb der Westpfalz.

## Verlauf
Der Radweg beginnt im Westen am Bahnhof Altenglan und führt nahezu kontinuierlich nach Osten. Zunächst passiert er – dem Reichenbach folgend – Friedelshausen, Niederstaufenbach und Oberstaufenbach und Reichenbach-Steegen, um ab dort der Trasse der in diesem Bereich abgebauten Bachbahn zu folgen. Nachdem er durch Schwedelbach geführt hat, verlässt er innerhalb von Weilerbach die Bahntrasse, um fortan entlang der Mooslauter in die nordöstliche Richtung zu verlaufen und danach innerhalb der Ortsgemeinde Katzweiler ins Lautertal einzuschwenken. Über Sambach erreicht er Otterbach.
Anschließend folgt er der Trasse der abgebauten Bahnstrecke Lampertsmühle-Otterbach–Otterberg und verläuft dabei für wenige hundert Meter über die Gemarkung der kreisfreien Stadt Kaiserslautern, jedoch weitab von deren Kernstadt, um anschließend den Otterberger Wald zu durchqueren. Zunächst entlang des Aggenbach über die Mehlinger Heide und Mehlingen erreicht er schließlich die Gemeinde Enkenbach-Alsenborn, wo er am dortigen Bahnhof endet.

## Anschluss-Radwege
- Barbarossa-Radweg
- Lautertal-Radweg
- Glan-Blies-Radweg[2]